# 桑琼德拉萨格拉达
桑琼德拉萨格拉达（西班牙語：Sanchón de la Sagrada），是西班牙卡斯蒂利亚-莱昂萨拉曼卡省的一个市镇。 总面积15平方公里，总人口53人（2001年），人口密度4人/平方公里。